# Plaza San Martín (Posadas)
La Plaza San Martín se encuentra en el área céntrica de Posadas, provincia de Misiones, Argentina.

## Ubicación geográfica
Este paseo está circundado por las calles Ayacucho, La Rioja, Junín y Entre Ríos, exhibe la estatua del Libertador de América, el General José Francisco de San Martín; vistosos jardines y juegos para niños. 
Frente a la plaza San Martín se encuentran los edificios de Canal 12 de televisión y del Instituto Superior «Antonio Ruiz de Montoya», casa de estudios terciarios.

## El origen de la Estatua
El diseño de la estatua ecuestre del Libertador Don José de San Martín es obra del escultor francés Joseph Louis Daumas. La estatua que se encuentra en la ciudad de Posadas es una copia de las otras que se hallan en países como Argentina, Chile y Francia. Sin embargo, este diseño es original en Chile y Argentina, con algunas modificaciones en cuanto a la geografía de cada país (en la cola del caballo y la mano apuntado a occidente).

## El pedestal
El pedestal sobre el que se erige la estatua ecuestre es obra del arquitecto argentino Alejandro Bustillo, por encargo del Gobernador del Territorio Nacional de Misiones, Carlos Acuña, entre 1932 y 1934, este último año se inauguró el monumento a San Martín, con fecha el 24 de abril.
La Plaza San Martín es un espacio que fue declarado «Sitio de Interés Municipal».